# Oncocnemis flavescens
Oncocnemis flavescens är en fjärilsart som beskrevs av George Francis Hampson 1906. Oncocnemis flavescens ingår i släktet Oncocnemis och familjen nattflyn. Inga underarter finns listade i Catalogue of Life.